# Vanessa Alves
Vanessa Alves (São Paulo, 4 de setembro de 1963) é uma atriz e dubladora brasileira. 
Atuou na década de 1980 em comédias eróticas.
Atuou em três filmes dirigidos por Carlos Reichenbach: Filme Demência e Anjos do Arrabalde de 1987 (prêmio de melhor atriz coadjuvante no Festival de Gramado) e Garotas do ABC.

## Filmografia

### Cinema
| Ano  | Título                                         | Personagem  |
| ---- | ---------------------------------------------- | ----------- |
| 1983 | A Menina e o Estuprador                        | Vanessa     |
| 1984 | Volúpia de Mulher                              | Cristina    |
| 1985 | Os Bons Tempos Voltaram: Vamos Gozar outra vez | Soninha     |
| 1986 | Avesso do Avesso                               | Atriz       |
| 1987 | Anjos do Arrabalde                             | Aninha      |
| 1987 | As Prisioneiras da Selva Amazônica             | Prisioneira |
| 1988 | Filme Demência                                 | Caroneira   |
| 1990 | Mais Que a Terra                               | —           |
| 2003 | Garotas do ABC                                 | Antuérpia   |
| 2016 | Aquela Rua Tão Triumpho                        | Filha       |

### Televisão
| Ano  | Título                 | Personagem                             |
| ---- | ---------------------- | -------------------------------------- |
| 1996 | Antônio Alves, Taxista | Renata                                 |
| 1996 | Irmã Catarina          | Maria                                  |
| 1983 | Guerra dos Sexos       | massagista de Fábio e Felipe no inicio |